# He Went That Way
He Went That Way è un film del 2023 diretto da Jeffrey Darling, al suo esordio alla regia.
La pellicola è tratta dal romanzo Luke Karamazov di Conrad Hilberry, incentrato sul serial killer statunitense Larry Lee Ranes.

## Trama
L'addestratore di animali Jim Goodwin accetta di prendere a bordo un autostoppista senza sapere che è il serial killer Bobby Falls.

## Produzione
Nel giugno 2021 è stato annunciato che Jacob Elordi e Zachary Quinto avrebbero recitato in un film tratto dal romanzo di Conrad Hilberry. La pellicola è il primo e unico film di Jeffrey Darling, morto mentre faceva surf in Australia nel marzo 2022.

## Promozione
Il primo trailer del film è stato pubblicato il 14 dicembre 2023.

## Distribuzione
Il film è stato presentato in anteprima mondiale al Tribeca Festival il 9 giugno 2023. Successivamente è stato presentato in distribuzione limitata nella sale statunitensi dal 5 gennaio 2024, prima di essere distribuito sulle piattaforme video on demand dal 12 gennaio.

## Accoglienza
L'aggregatore di recensioni Rotten Tomatoes riporta il 26% di recensioni positive, con un punteggio medio di 6 su 10 basato su sei recensioni.